# Хаям Вурук
Хаям Вурук (1334 — 1389) — 3-й радж'я і шрі ната (володар) Маджапагіту в 1350—1389 роках. За його панування відбулося найбільше політичне, територіальне, економічне і культурне піднесення.

## Життєпис
Походив з династії Раджаса. Син Трібхувани, володарки Маджапагіту, й Кертавархани (Чакрадхари). Народився 1334 року, отримавши ім'я Хаям Вурук («Вчений когут»). Старовині хроніки «Параратон» і «Нагаракретагама» вихваляють його я к гарного, талановитого та видатного учня в придворних змаганнях, таких як стрільба з лука та фехтування, володіння політикою та священними писаннями, мистецтвом та музикою. Він був відомий як досвідчений церемоніальний танцюрист при дворі. Деякі оповідання розповідають про виступи Хаяма Вурука в традиційному церемоніальному танці яванських масок.
1350 року після смерті бабці Гаятрі Раджапатні його мати Трібхувана зреклася влади на користь сина. Той при сходженні на трон прийняв ім'я Раджасанагра Джаявішнувардхана та титулшрі ната (великий володар). Разом з тим значний вплив на державні справи зберігав мапатіх (перший міністр) Гаджа Мада.
Невдовзі було відправлено потужний флот на підкорення раджанапату Сінгапури, але у битві біля міста війська Маджапагіту зазнали поразки від раджи Шрі Вікрама Віри. У 1357 році вдалося завоювати державу Домпо на Сумбаві. Підкорення Сумбави підтверджується яванським написом XIV ст., знайденим цьому острові. Того ж року почалися перемовини про шлюб з донькою Лінга Буана, магараджи Сунди і Галухі (Західна Ява). Останній у супроводі великої почту зупинився в Бубаті — неподалік від Тровулану (столиці Маджапагіту), щоб вести там переговори про шлюб. Втім Гаджа Мада від імені володаря зажадав, щоб наречену (Д'яху Піталоку) передали Хаям Вуруку відповідно до процедури, прийнятої в тих випадках, коли васал вручає данину своєму сюзерену. Лінга Буана відмовився, а у відповідь був знищений разом з почтом. Його донька наклала на себе руки.
Кілька років потому Хаям Вурук одружився зі своєю зведеною сестрою Падукою Сорі, дочкою Д'яха Віяти. 1364 року після смерті мапатха Гаджа Мади розділив його повноваження між 4 міністрами. 1367 року призначив патіхом Гаджа Енгона. 

Маджапагіт за часів Хаяма Вурука

Продовжував загарбницькі походи. На момент його смерті володіння Маджапагіту (разом з залежними державами) охоплювали землі від Малаккського півострова і Суматри до південного і центрального Сулавесі (Таллок, Боне, Луву), Молуккських острвоів і західної частини о. Нова Гвінея, включно з північним, західним і південним узбережжям Калімантану.
Хаям Вурук відправляв посольства до імперії Мін з 1370 до 1381 рік. Близько 1367 року раджанапат Сінгапура визнав номінальну зверхність Хаяма Вурука. 1372 року помирає мати Хаяма вурука, що погано вплинуло на душевний стан.
1377 року було захоплено Палембанг, столицю колишньої Шривіджаї (остаточно ліквідовано рештки цієї держави). При цьому загинули китайські посли, які привезли махараджі Шрівіджаї лист імператора про визнання його незалежним правителем.
За цим зберігав мир з усіма сусідами. Активно підтримував шиваїзм і буддизм. Його самого оголосили аватором Шиви і Будди. На його час припадає новий розквіт яванського мистецтва і літератури. Поширювалася індійська культура та твори санскритом.
Помер 1389 року. Після цього почалася боротьба за владу між його сином Вірабхумі і зятем Вікрамавардханою, в якій перемогу здобув останній.